# Pomnik upamiętniający powstanie KPRP we Włocławku
Pomnik upamiętniający powstanie KPRP we Włocławku – głaz z tablicą stojący we Włocławku przy ulicy Kilińskiego.
Ustawiony na niskim cokole granitowy kamień z tablicą. Napis znajdujący się na niej brzmi: „W tym domu mieścił się klub im. Tadeusza Rechniewskiego. Tu w grudniu 1918 roku po połączeniu SDKPiL i PPS-Lewicy odbyła się 1-sza konferencja KPRP we Włocławku oraz dokonano wyboru pierwszego komitetu i egzekutywy KPRP”. Napis dotyczy domu znajdującego się za kamieniem.
Zbudowany w 1961, miał służyć budowie mitu tzw. „Czerwonego Włocławka”, podobnie jak m.in. pomnik Juliana Marchlewskiego na starym rynku. Po 1989 był on często oblewany czerwoną farbą. Mimo skarg mieszkańców miasta nie został jednak usunięty, mimo że decyzję o usunięciu go podjęła Rada Miasta w 1992.